# Lillängsgölen
Lillängsgölen är en sjö i Ydre kommun i Östergötland och ingår i Motala ströms huvudavrinningsområde. Sjön har en area på 0,0724 kvadratkilometer och ligger 253 meter över havet.

## Delavrinningsområde
Lillängsgölen ingår i det delavrinningsområde (641024-145572) som SMHI kallar för Utloppet av Västra Lägern. Medelhöjden är 240 meter över havet och ytan är 64,28 kvadratkilometer. Räknas de 8 avrinningsområdena uppströms in blir den ackumulerade arean 204,85 kvadratkilometer. Bulsjöån som avvattnar avrinningsområdet har biflödesordning 3, vilket innebär att vattnet flödar genom totalt 3 vattendrag innan det når havet efter 218 kilometer. Avrinningsområdet består mestadels av skog (60 procent) och jordbruk (13 procent). Avrinningsområdet har 11,02 kvadratkilometer vattenytor vilket ger det en sjöprocent på 17,1 procent.